# Fabián Basualdo
Fabián Armando Basualdo (Rosário, 26 de fevereiro de 1964), mais conhecido como Fabián Basualdo, é um ex-futebolista profissional argentino, que atuava como zagueiro.

## Carreira
Fabián Basualdo fez parte do elenco da Seleção Argentina de Futebol na Copa América de 91. 93 e 1997.

## Títulos
Os títulos do Fabián são:[carece de fontes?]
- Copa América: 1991 e 1993